# Suite de Rudin-Shapiro
En mathématiques, et notamment en combinatoire des mots, la suite de Rudin-Shapiro, aussi connue sous le nom suite de Golay–Rudin–Shapiro est une suite automatique, nommée ainsi d'après Marcel Golay, Harold Shapiro, et Walter Rudin, qui ont étudié ses propriétés.

## Définition
Chaque terme de la suite de Rudin-Shapiro est égal à 1 ou à -1. Le ne terme bn est défini comme suit : soit
{\displaystyle n=\sum _{i=0}^{k}\varepsilon _{i}2^{i}}
le développement binaire de n et soit 
{\displaystyle a_{n}=\sum _{i=0}^{k-1}\varepsilon _{i+1}\varepsilon _{i}}.
Le nombre an est le nombre d’occurrences du facteur 11 dans l'écriture binaire de n. Alors bn est défini par :
{\displaystyle b_{n}=(-1)^{a_{n}}}
Ainsi, bn = 1 si le nombre de facteurs 11 dans l'écriture binaire de n est pair, et bn = -1 sinon.
Par exemple, pour n = 6, le développement binaire de 6 est 110, donc a6 = 1 et b6 = -1. Pour n = 7, le développement binaire est 111, il y a deux occurrences (chevauchantes) de 11, donc a7 = 2 et b7 = 1.
Les premiers termes de la suite (an) sont (on commence à 0) :
0, 0, 0, 1, 0, 0, 1, 2, 0, 0, 0, 1, 1, 1, 2, 3, ... (c'est la suite A014081 de l'OEIS)
et les termes correspondants de la suite (bn), qui constituent le début de la suite de Rudin-Shapiro, sont :
+1, +1, +1, -1, +1, +1, -1, +1, +1, +1, +1, -1, -1, -1, +1, -1, ... (c'est la suite A020985 de l'OEIS)

## Propriétés

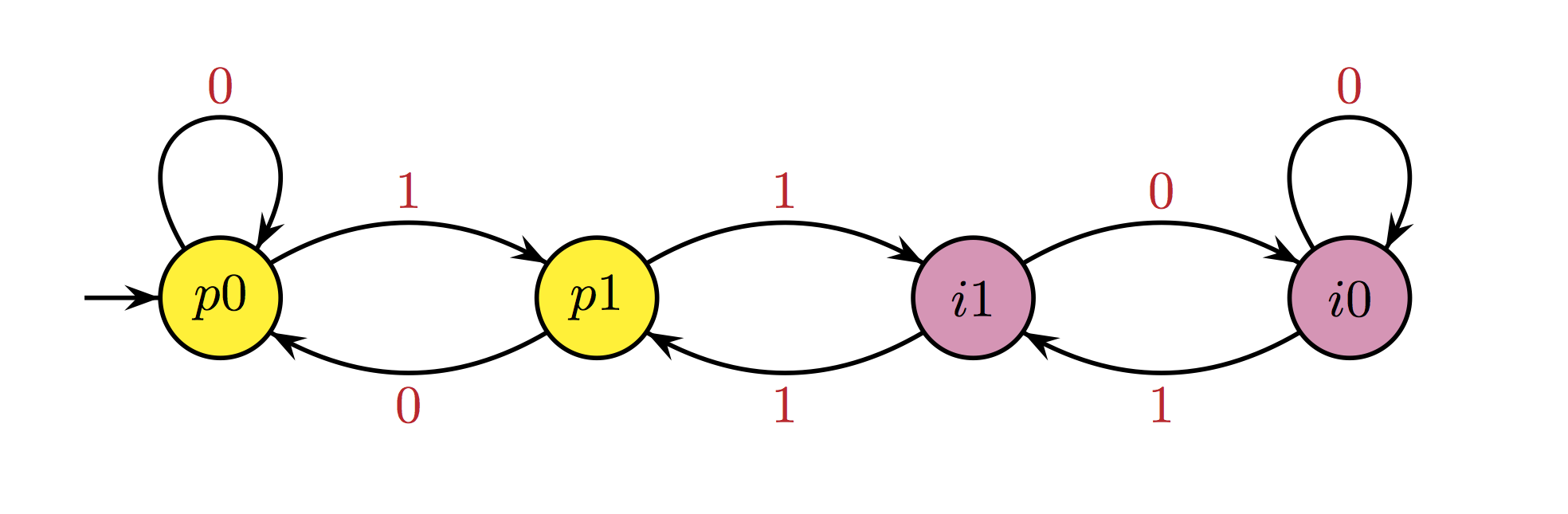
Automate de la suite de Rudin-Shapiro.

- La suite de  Rudin–Shapiro est engendrée par un automate fini à quatre états. Dans l'automate, les états coloriés en jaune produisent un terme +1, et les états coloriés en rouge un terme -1. Les noms des états mémorisent la situation : p pour un nombre pair d'occurrences de 11, et i pour un nombre impair; cette lettre est suivie du dernier bit lu. Par exemple, pour l'entier 108, dont l'écriture binaire est 11011000, la suite des états parcourus est

{\displaystyle p0,p1,i1,i0,i1,p1,p0,p0,p0}.
La valeur calculée est +1. 
- La suite de Rudin-Shapiro est (uniformément) morphique, comme toute suite automatique. Soit {\displaystyle A=\{a,b,c,d\}} un alphabet à quatre lettres. Le morphisme 2-uniforme de A* dans lui-même défini par :

{\displaystyle {\begin{array}{lcl}a&\mapsto &ab\\b&\mapsto &ac\\c&\mapsto &db\\d&\mapsto &dc\end{array}}}
engendre, à partir de a, le mot infini :
{\displaystyle abacabdbabacdcac\cdots }
La suite de Rudin-Shapiro est obtenue en envoyant a et b sur +1, et c et d sur -1.
- La suite de Rudin-Shapiro est invariante par la substitution :

{\displaystyle {\begin{array}{lcl}{+}1\,{+}1&\mapsto &\,{+}1\,{+}1\,{+}1\,{-}1\\{+}1\,{-}1&\mapsto &\,{+}1\,{+}1\,{-}1\,{+}1\\{-}1\,{+}1&\mapsto &\,{-}1\,{-}1\,{+}1\,{-}1\\{-}1\,{-}1&\mapsto &\,{-}1\,{-}1\,{-}1\,{+}1\end{array}}}
appliquée en groupant les termes deux par deux. Ces règles montrent qu'il n'y a pas plus que quatre symboles consécutifs égaux.
- Les valeurs des suites {\displaystyle (a_{n})} et {\displaystyle (b_{n})} vérifient des relations de récurrence qui permettent de les calculer facilement. Posons en effet n = 2km, avec m impair. Alors on a :

{\displaystyle a_{n}={\begin{cases}a_{(m-1)/4}&{\text{si }}m\equiv 1{\bmod {4}}\\a_{(m-1)/2}+1&{\text{si }}m\equiv 3{\bmod {4}}\end{cases}}}
{\displaystyle b_{n}={\begin{cases}b_{(m-1)/4}&{\text{si }}m\equiv 1{\bmod {4}}\\-b_{(m-1)/2}&{\text{si }}m\equiv 3{\bmod {4}}\end{cases}}}
Par exemple, on a {\displaystyle a_{108}=a_{13}+1=a_{3}+1=a_{1}+2=a_{0}+2=2}. En effet, l’écriture binaire de l'entier 108 est 11011000, et ce mot contient deux occurrences de 11. On obtient {\displaystyle b_{108}=1}.
- La suite contient des palindromes : par exemple, le préfixe de longueur 10, à savoir +1, +1, +1, -1, +1, +1, -1, +1, +1, +1, est un palindrome. La suite ne contient que des palindromes de longueur 1, 2, 3, 4, 5, 6, 7, 8, 10, 12 et 14[3]

- Soit c(n) le nombre de facteurs de longueur n de la suite de Rudin–Shapiro, vue comme mot infini. On a {\displaystyle c(0)=1,c(1)=2,c(2)=4,c(3)=8,c(4)=16,c(5)=24,c(6)=36,c(7)=46}, et {\displaystyle c(n)=8(n-1)} pour {\displaystyle n\geq 8}.

- La suite de Rudin-Shapiro est liée à une suite de pliage de papier, à savoir la suite régulière définie par les instructions de pliage alternant 0 et 1. Cette suite de pliage est :

0 0 1 1 0 1 1 0 0 0 1 0 0 1 1. . .
La suite déduite de celle-ci « par intégration », à savoir la suite de ses sommes partielles modulo 2, est suite :
0 0 0 1 0 0 1 0 0 0 0 1 1 1 0 1 . . .
C'est la suite de Rudin-Shapiro si on écrit 0 à la place de +1, et 1 à la place de -1.
- La suite des sommes partielles de la suite de Rudin–Shapiro, définie par :

{\displaystyle s_{n}=\sum _{k=0}^{n}b_{k}\,,}
a les valeurs :
1, 2, 3, 2, 3, 4, 3, 4, 5, 6, 7, 6, 5, 4, 5, 4, ... (C'est la suite A020986 de l'OEIS)
Elle vérifie l'inégalité :
{\displaystyle {\sqrt {\frac {3n}{5}}}<s_{n}<{\sqrt {6n}}}
pour {\displaystyle n\geq 1}.